# Billaea nipigonensis
Billaea nipigonensis är en tvåvingeart som beskrevs av Charles Howard Curran 1926. Billaea nipigonensis ingår i släktet Billaea och familjen parasitflugor.
Artens utbredningsområde är Ontario. Inga underarter finns listade i Catalogue of Life.